# Nazionale Elettronica New Slot-Hadimec/Saison 2009
Dieser Artikel listet Erfolge und Mannschaft des Radsportteams Nazionale Elettronica New Slot-Hadimec in der Saison 2009 auf. Diese Mannschaft änderte im Jahr 2010 den Namen in Price-Custom Bikes.

## Saison 2009

### Erfolge in der UCI Europe Tour
In den Rennen der Saison 2009 der UCI Europe Tour gelangen die nachstehenden Erfolge.
| Datum      | Rennen                    | Kat. | Fahrer       |
| ---------- | ------------------------- | ---- | ------------ |
| 28. August | 2. Etappe Grand Prix Tell | 2.2  | Nico Keinath |

### Zugänge – Abgänge
| Zugänge              | Team 2008                           | Abgänge                     | Team 2009                      |
| -------------------- | ----------------------------------- | --------------------------- | ------------------------------ |
| Nico Keinath         | Team Ista                           | Florian Salzinger           | Atlas Romer’s Hausbäckerei     |
| Giuseppe Atzeni      | Ex-Profi (KIA-Villiger Suisse 2000) | Pasquale Iachini            | Betonexpressz 2000-Limonta     |
| Guillaume Dessibourg | Neoprofi                            | Fader Ardila                | Colombia es Pasión Coldeportes |
| Alex Meenhorst       | Neoprofi                            | Michael Randin              | Unbekannt                      |
| Leopoldo Rocchetti   | Neoprofi                            | Philippe Schnyder           | Unbekannt                      |
| Gianfranco Visconti  | Neoprofi                            | Armando Camelo (bis 30.06.) | Unbekannt                      |
|                      |                                     | Marco Ghiselli (bis 30.06.) | Unbekannt                      |

### Mannschaft
| Name                 | Geburtstag         | Nationalität | Team 2010                          |
| -------------------- | ------------------ | ------------ | ---------------------------------- |
| Danilo Andrenacci    | 7. Februar 1978    | Italien      | CDC-Cavaliere                      |
| Giuseppe Atzeni      | 8. April 1978      | Schweiz      |                                    |
| Michael Bär          | 12. März 1988      | Schweiz      | Atlas Personal-BMC                 |
| Guillaume Dessibourg | 24. Dezember 1986  | Schweiz      | Atlas Personal-BMC                 |
| Sante Di Nizio       | 3. Juli 1982       | Italien      |                                    |
| Christopher Duperrut | 18. September 1988 | Schweiz      |                                    |
| Tobias Eggli         | 19. Juni 1986      | Schweiz      | Adageo Energy                      |
| Daniel Henggeler     | 29. Dezember 1988  | Schweiz      | Price-Custom Bikes                 |
| Nico Keinath         | 14. Januar 1987    | Deutschland  | Team NetApp                        |
| Alex Meenhorst       | 26. Februar 1987   | Neuseeland   | Team NetApp                        |
| Julián Muñoz         | 15. August 1983    | Kolumbien    | UNE-EPM                            |
| Americo Novembrini   | 8. August 1986     | Italien      | Dopingsperre                       |
| Bernhard Oberholzer  | 8. September 1985  | Schweiz      | Price-Custom Bikes                 |
| Leopoldo Rocchetti   | 19. Januar 1986    | Italien      | Miche                              |
| Gianfranco Visconti  | 18. Februar 1983   | Italien      | Betonexpressz 2000-Universal Caffé |

## Platzierungen in UCI-Ranglisten
UCI America Tour
| Saison | Mannschaftswertung | Fahrerwertung      |
| ------ | ------------------ | ------------------ |
| 2009   | 23.                | Nico Keinath (78.) |

UCI Europe Tour
| Saison | Mannschaftswertung | Fahrerwertung       |
| ------ | ------------------ | ------------------- |
| 2009   | 89.                | Nico Keinath (516.) |

UCI Oceania Tour
| Saison | Mannschaftswertung | Fahrerwertung |
| ------ | ------------------ | ------------- |
| 2007   | 17.                |               |
| 2008   | -                  | -             |
| 2009   | -                  | -             |